# Richard Dorson
Richard Mercer Dorson (1916-1981) fue un folclorista estadounidense, director del Instituto de Folclore de la Universidad de Indiana. Dorson se doctoró en Historia en Harvard en 1942. Dio clases en la Universidad Estatal de Míchigan entre 1943 y 1957, año en que aceptó un puesto en la Universidad de Indiana. Dio clase en ésta hasta su muerte en 1981. 

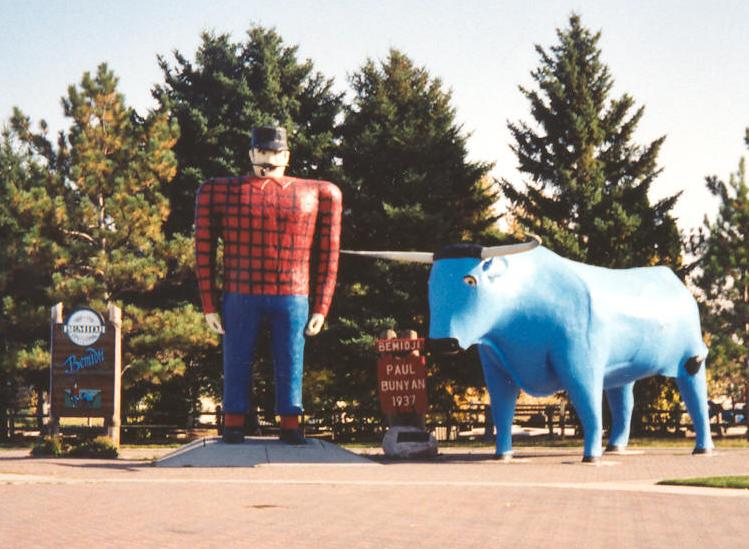
Dorson criticó la comercialización de las tradiciones populares, en especial la de Paul Bunyan.

Se ha llamado a Dorson "el padre del folclore americano" y "la fuerza dominante en el estudio del folclore". Para Dorson, ese estudio implicaba asumir varios roles: "polemista, crítico, recopilador que realiza trabajo de campo, estudioso de biblioteca". También escribió que "ninguna materia de las que se estudian hoy (1976) en Estados Unidos se entiende peor que el folclore".
Dorson incorporó al estudio del folclore dos términos que han hecho fortuna. El primero es leyenda urbana, que designa a una historia moderna "que nunca ha sucedido, contada como si fuera cierta". Dorson acuñó también el neologismo fakelore ('folclore de pega') durante un debate con el escritor James Stevens. Dorson despreciaba el libro que Stevens había escrito sobre Paul Bunyan y la obra posterior de Ben Botkin como folclore de pega, "un producto sintético que se presenta como tradición oral auténtica, cuando en realidad ha sido manufacturado para instrucción de las masas", lo cual suponer "confundir y engañar al público". Dorson realizó trabajo de campo en varias áreas: el folclore afroamericano de Míchigan, el folclore de la Península Superior de este estado, el folclore de otras zonas de Estados Unidos y el folclore japonés, entre otras. Entre otros galardones académicos, Dorson recibió el premio de la Biblioteca del Congreso de Estados Unidos en Historia de la Civilización Americana en 1946, y tres Becas Guggenheim (en 1949, 1964 y 1971). En 2003, la Universidad le concedió póstumamente su premio "Heritage Award" ('Premio al Patrimonio').